# Бандино (Нижегородская область)
Бандино — деревня в Павловском районе Нижегородской области. Входит в состав Варежского сельсовета.